# Savolax

Landskapets vapen

Finlands historiska landskap i olika blåa nyanser. Savolax är det mellanblåa området i öster, som till stor del omsluts av det mörkblåa Karelen.
Dagens landskapsförbund markeras med gula gränser.

Savolax (finska: Savo; latin: Savonia) är ett historiskt landskap i östra Finland. Innan Finland betraktades som en enhet var detta ett eget område mellan Egentliga Finland och Karelen. Savolax omfattar en stor del av Insjöfinland med sjön Saimen och motsvarar de nuvarande landskapen Norra Savolax och Södra Savolax. Savolaxdialekten skiljer sig i viss mån från den västliga finskan och från karelskan.

## Skogsfinnar i Sverige
Under slutet av 1500-talet utvandrade många savolaxare till flera olika skogsbygder i mellersta och norra Sverige. Dessa så kallade skogsfinnar med ättlingar behöll på många håll sin kulturella identitet och sitt finska språk, de sista i norra och västra Värmland. 
Adelsätten Edelsvärd härstammar från Savolax.